# AquaZone: Life Simulator
AquaZone: Life Simulator  er et Simulationsspil udviklet og udgivet af Frontier Groove til Xbox 360. Spillet udkom den 14. september 2006.